# 사북면
사북면(史北面)은 대한민국 강원특별자치도 춘천시의 면이다. 넓이는 152.5 km2이다.

## 역사
- 조선 시대 : 춘천군 사탄외면(史呑外面)[1]
- 1895년 : 사외면(史外面)으로 개칭하였다.
- 1914년 4월 1일 : 일제의 부군면 통폐합으로 북내이작면(北內二作面)을 병합하여 사외면과 북내이작면의 앞글자를 따서 사북면이라 하였다.

8리 - 신포리, 오탄리, 지촌리, 고성리, 송암리, 인람리, 가일리, 고탄리
- 1934년 : 서상면(西上面)의 원평리와 지암리를 편입하였다. (10리)
- 1945년 9월 2일 : 38선을 경계로 분단되어 북쪽의 신포·지촌·가일·오탄 등 4개 리 전부와 원평·송암·고성 등 3개 리의 북부가 북한에 속하였다.
- 1953년 7월 27일 : 한국전쟁의 결과, 면의 전 지역을 수복하였다.
- 1954년 11월 17일 : 수복지구에 대한 행정권이 회복되었다.

## 지리
사북면은 북한강이 중앙을 남북으로 흘러 동서로 양분하며, 북한강의 춘천호를 경계로 면사무소가 위치한 서부와 과거 북내이작면이었던 동부로 나뉜다.
남동쪽 신북읍과의 경계에 수리봉, 서쪽 가평군과의 경계의 응봉·촛대봉이 솟아 있는 등 면 전체가 험한 산지를 이룬다. 평지가 극히 적어 경지면적율은 8.1%에 불과하고, 그 중 밭이 69.4%를 차지한다. 주요 농산물은 옥수수·콩이고, 특히 양봉은 춘천시 1위이다. 신포리에 있는 신포광산에서는 형석이 채굴되며, 주로 일본으로 수출된다. 춘천호에서는 내수면어업이 행해지고 있다.
동부의 송암리에 전주 이씨, 가일리에 청송 심씨의 집성촌이 있다.

## 교통
사북면의 동부와 서부를 잇는 가장 가까운 도로는 남쪽의 춘천댐이어서, 양 지역을 오가려면 서면 오월리와 신북읍 용산리를 거쳐야 한다.
5번 국도가 면의 서부를 남북으로 이어 화천∼춘천으로 연결되고, 56번 국도가 오탄을 지나 화천군 사내면으로 이어진다. 면의 동부는 407번 지방도가 남북으로 지나 춘천댐∼화천을 잇는다. 그 밖에, 7번 시도가 고성∼용화, 9번이 신연∼고성, 14번이 지암∼신매를 연결하는 등 점차 개선되고 있다.

## 교육
- 지촌초등학교 (지촌리)
  - 지암분교 (지암리)
  - 원평분교 (폐교) - 사북면 말고개길 82-35 (원평리)
  - 가일분교 (폐교) - 사북면 가일길 394-32 (가일리)
- 오탄초등학교 (폐교) - 사북면 배울길 5 (오탄리)
- 송화초등학교 (고탄리)
- 신포중학교 (신포리)

## 행정 지도
| 이름   | 한자   | 행정 지도 |
| ------ | ------ | --------- |
| 오탄리 | 梧灘里 |           |
| 고탄리 | 古呑里 |           |
| 신포리 | 新浦里 |           |
| 원평리 | 圓坪里 |           |
| 지촌리 | 芝村里 |           |
| 지암리 | 芝岩里 |           |
| 송암리 | 松岩里 |           |
| 가일리 | 佳日里 |           |
| 인람리 | 仁嵐里 |           |
| 고성리 | 古城里 |           |

## 같이 보기
- 사내면